# HTV-X
HTV-X är en Japansk rymdfarkost för transport av förnödenheter och utrustning till den Internationella rymdstationen ISS. Den kommer skjutas upp med en H-III-raket från Tanegashima Space Center i Japan. Farkostens konstruktion bygger på lärdomar dragna från den japanska H-II Transfer Vehicle.
Första uppskjutningen är planerad till oktober 2025.